# Calochortus kennedyi
Calochortus kennedyi är en liljeväxtart som beskrevs av Thomas Conrad Porter. Calochortus kennedyi ingår i släktet Calochortus och familjen liljeväxter.

## Underarter
Arten delas in i följande underarter:
- C. k. kennedyi
- C. k. munzii

## Bildgalleri

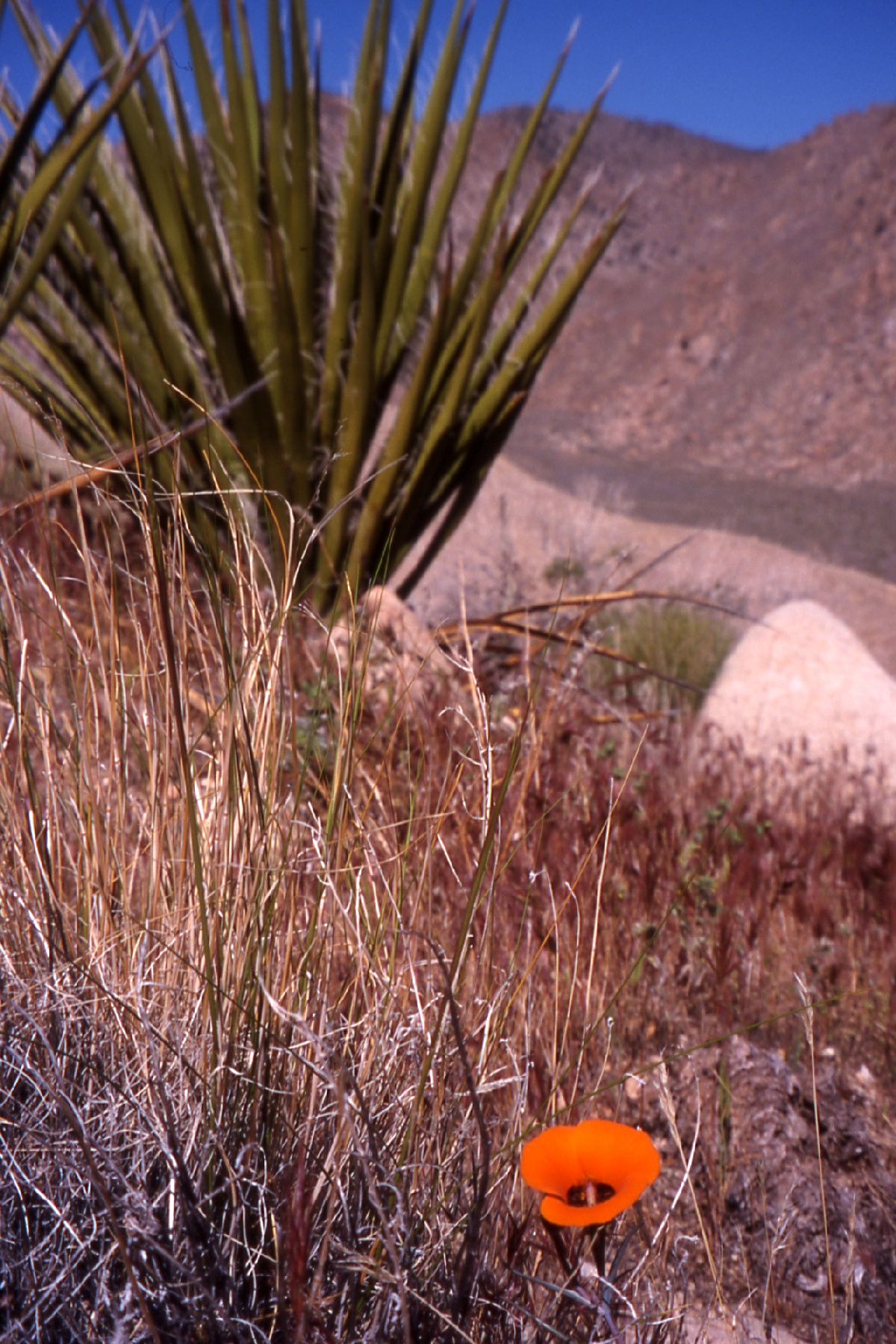
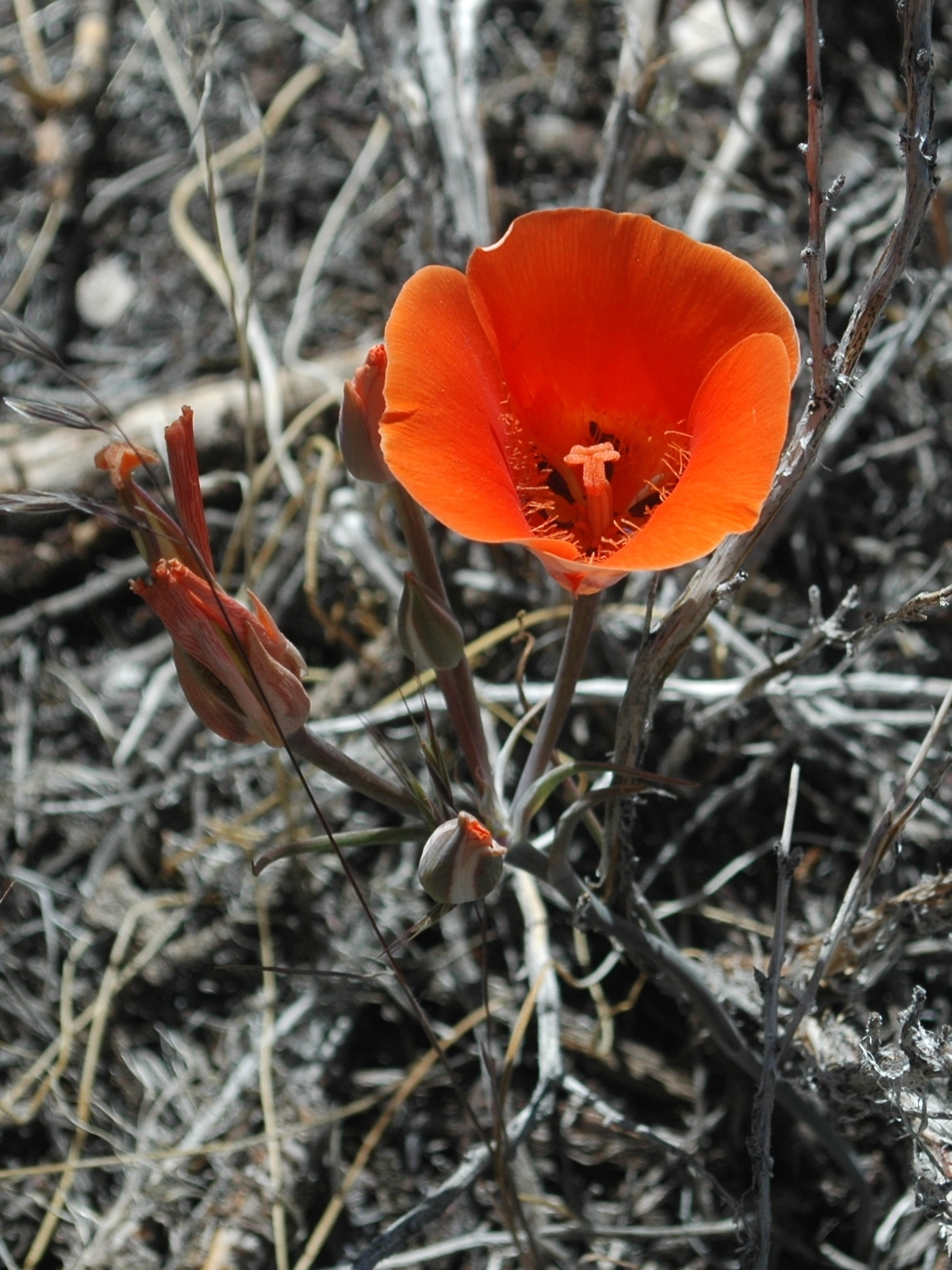
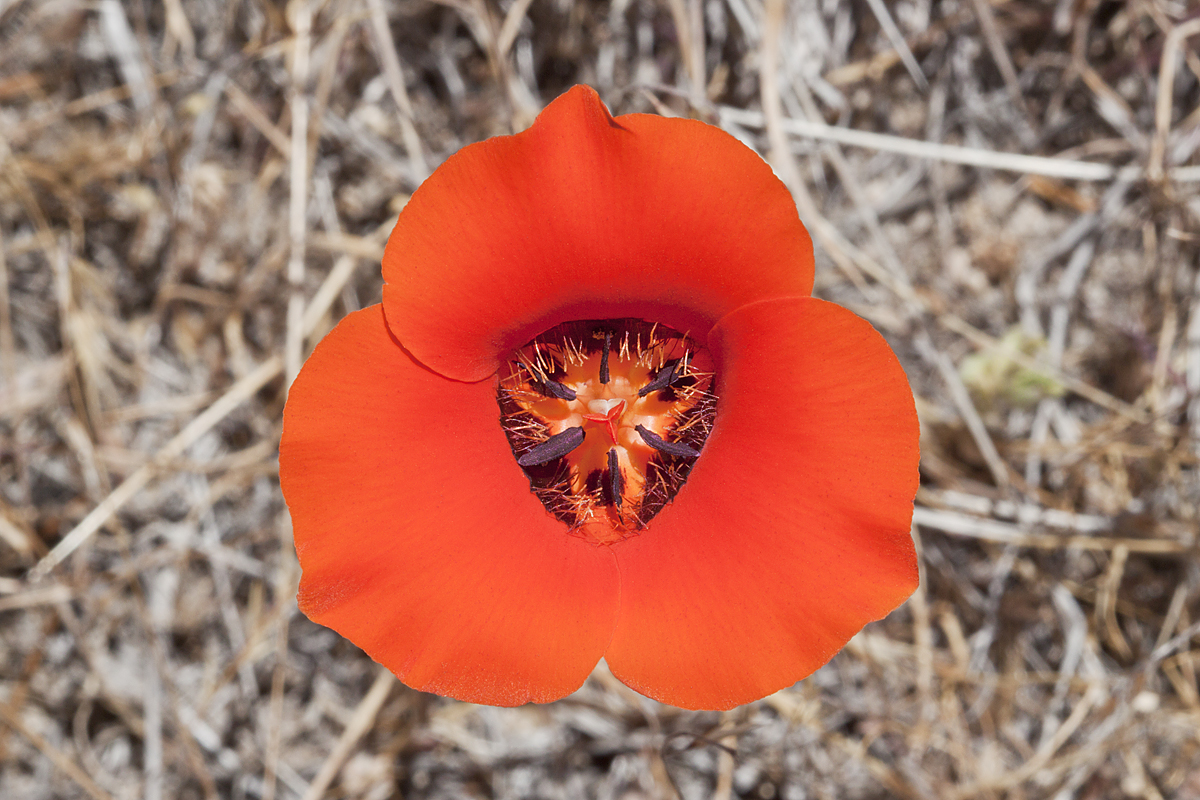
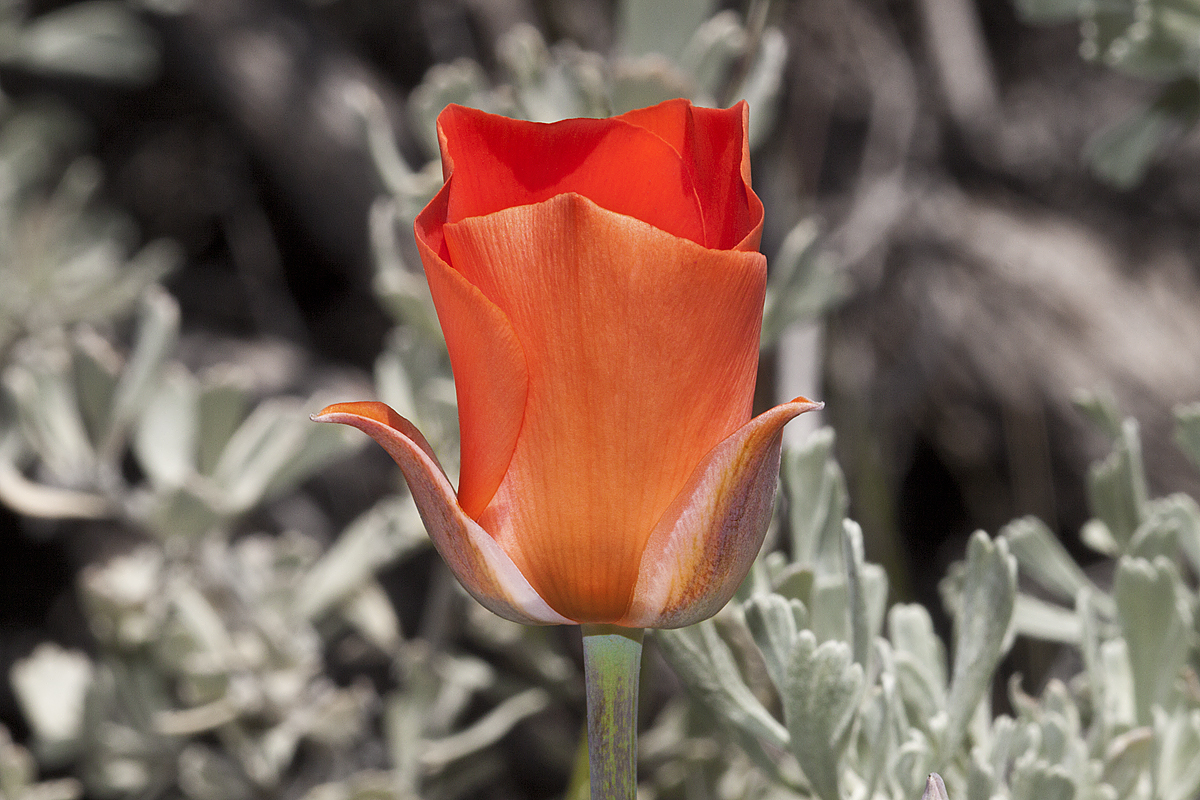
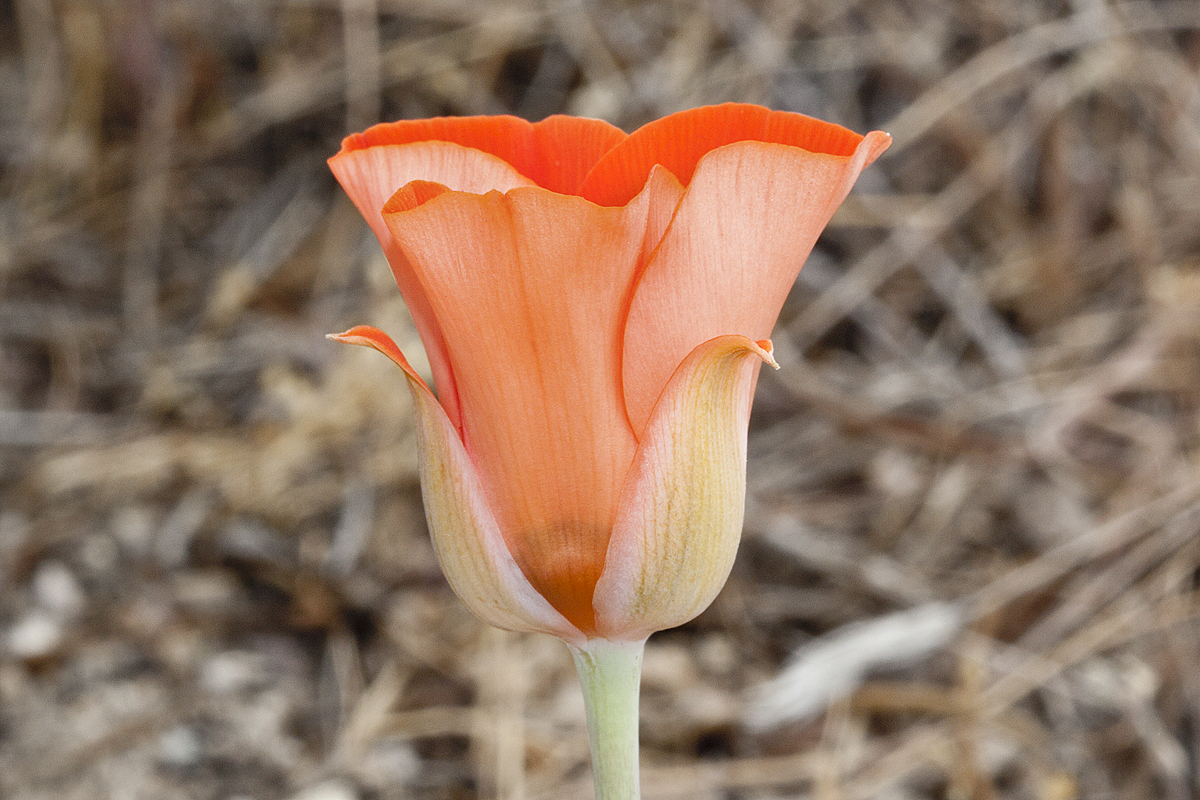
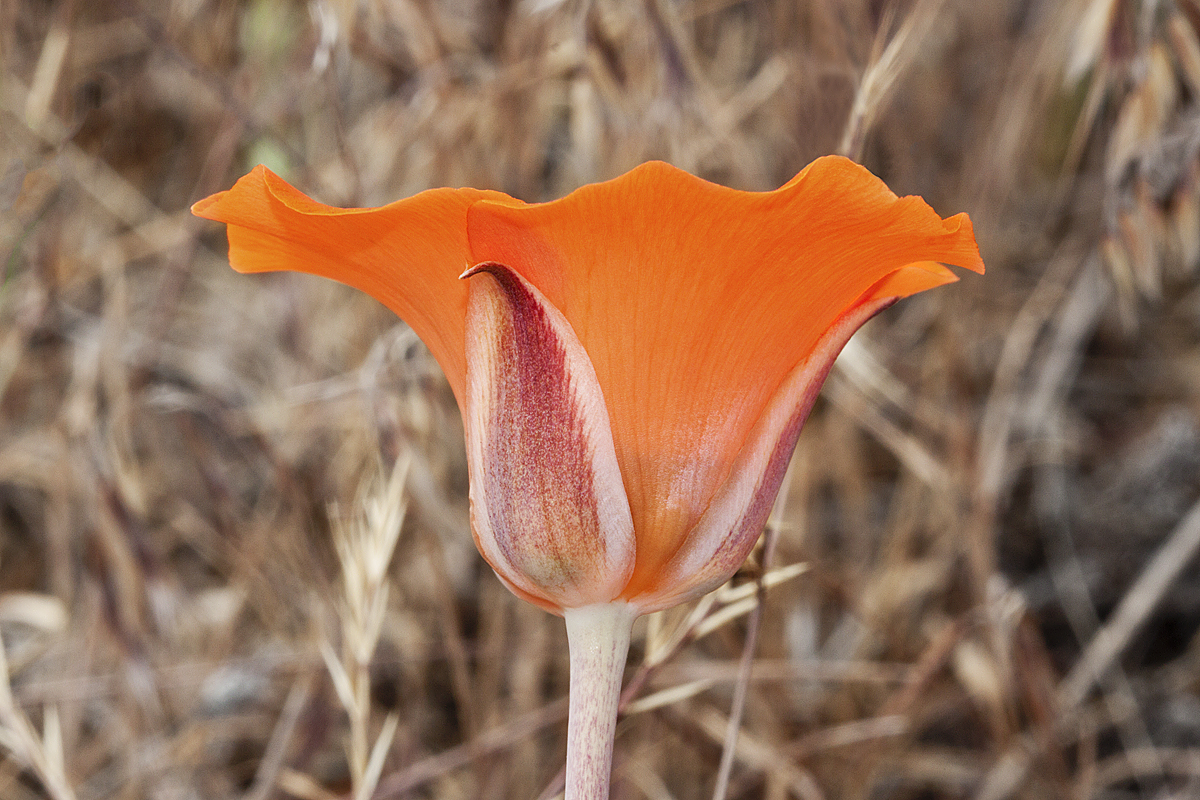